# Aácatl
Aácatl (Del náhuatl: atl, «Corriente de agua» y acátl, «carrizo», que puede significar «carrizo» o «flecha de agua» o «caña de agua», quizá nombre de una deidad) fue el primer líder matlatzinca durante la peregrinación de este pueblo al valle de México. Vivió en el siglo VI a.C. y la leyenda indica que encontró misteriosamente un petroglifo, donde se le indicaba que él y su tribu debían abandonar Chicomóztoc. Así pues, salió con su tribu a una peregrinación que duró 700 años. Durante dicha peregrinación perdió a su madre, a su esposa y sus cinco hijos. Aácatl, separó a los aztecas del resto de los chichimecas, que peregrinaban también , les cambió el nombre, los llamó mexicas y les dio atuendo de guerreros como pintura facial oscura, tocado de plumas de águila. Llegó hasta Pátzcuaro, donde quedó paralítico. Allí descubrieron el fuego y se instituyeron los sacrificios humanos. Su tribu siguió la peregrinación, dejándolo abandonado en la isla de Janitzio, donde murió de hambre.